# Stefan Kapferer
Stefan Kapferer (* 6. November 1965 in Karlsruhe) ist ein deutscher Manager und ehemaliger Ministerialbeamter.

## Leben und Beruf
Kapferer leistete nach dem Abitur seinen Wehrdienst beim Flugabwehrregiment 300 in Marburg (Lahn) ab. Anschließend studierte er an der Universität Konstanz Verwaltungswissenschaften. Nach seinem Diplom arbeitete er in einem Forschungsprojekt der Treuhandanstalt, als Referent für Stefan Diekwisch sowie als Berater für Wolfgang Gerhardt.
Stefan Kapferer fungierte von 1994 bis 1998 als Landesgeschäftsführer und Pressesprecher der FDP Niedersachsen und von 1999 bis 2003 als Leiter der Abteilung Strategie und Kampagnen in der FDP-Bundesgeschäftsstelle. Von April 2002 bis Juli 2003 war er stellvertretender Bundesgeschäftsführer der FDP.
Von 2003 bis 2008 fungierte Kapferer als Abteilungsleiter in der Niedersächsischen Staatskanzlei (Kabinett Wulff I) und als Dienststellenleiter der Vertretung des Landes Niedersachsen beim Bund. Ab Oktober 2008 war er Staatssekretär des Niedersächsischen Ministeriums für Wirtschaft, Arbeit und Verkehr unter Minister Philipp Rösler (FDP). Von November 2009 bis Mai 2011 war er beamteter Staatssekretär des Bundesministeriums für Gesundheit, ebenfalls unter Rösler (Kabinett Merkel II). Er folgte Rösler auch bei dessen Ressortwechsel ins Bundeswirtschaftsministerium und war dort ab Juni 2011 ebenfalls Staatssekretär. Nach der Bundestagswahl 2013 schied die FDP aus dem Bundestag aus, Rösler schied aus der Bundesregierung aus und Sigmar Gabriel (SPD) wurde neuer Bundeswirtschaftsminister (Kabinett Merkel III). Kapferer blieb gleichwohl bis September 2014 Staatssekretär. Von April 2012 bis Juni 2014 war er im Rahmen seines Amtes auch Vorsitzender des Aufsichtsrates der Deutschen Energie-Agentur.
Von Oktober 2014 bis April 2016 war Kapferer stellvertretender Generalsekretär der Organisation für wirtschaftliche Zusammenarbeit und Entwicklung (OECD) in Paris. Von Mai 2016 bis Oktober 2019 war er Hauptgeschäftsführer des Bundesverbandes der Energie- und Wasserwirtschaft. Seit Dezember 2019 ist Kapferer Vorsitzender der Geschäftsführung des Übertragungsnetzbetreibers 50Hertz Transmission.
Bei den Sondierungsgesprächen zur Bildung einer Regierung nach der Bundestagswahl 2017 wurde Kapferer als Lobbyist der deutschen Energiewirtschaft in die Arbeitsgruppe Klima- und Energiepolitik eingeladen. Laut FDP erfolgte diese Einladung Kapferers, der auch FDP-Mitglied ist, durch Bundeskanzlerin Angela Merkel und den CDU-Politiker Peter Altmaier. Kapferer besitze kein Verhandlungsmandat für die FDP.
Seit 2021 ist Kapferer Mitglied des Kuratoriums der Friedrich-Naumann-Stiftung für die Freiheit.
Kapferer ist verheiratet und hat zwei Kinder.